# Elezioni generali in Kenya del 2022
Le elezioni generali in Kenya del 2022 si sono tenute il 9 agosto per eleggere il nuovo Presidente e i membri del Parlamento Nazionale, nonché per eleggere i governatori delle contee del paese (47 in totale) e i membri delle rispettive assemblee.

## Contesto legale
La Costituzione kenyota prevede che le elezioni generali dei membri del parlamento si tengano il secondo martedì di agosto ogni cinque anni. Se il Kenya è in una situazione di guerra, le elezioni possono essere posticipate solo se una delibera viene approvata in ciascuna Camera del Parlamento da almeno due terzi dei membri della Camera. Tale risoluzione può ritardare l'elezione fino a sei mesi e può essere approvata più volte a condizione che i ritardi non superino cumulativamente i 12 mesi.
La Costituzione prevede che le elezioni presidenziali si svolgano contemporaneamente alle elezioni generali, ovvero quelle in cui si rinnovano anche i due rami del Parlamento nazionale. Nell'improbabile eventualità che prima delle successive elezioni generali la carica di Presidente diventi vacante e sia vacante anche la carica di Vicepresidente (che altrimenti assumerebbe la carica presidenziale), si potrebbero tenere le elezioni in una data precedente: secondo la Costituzione, infatti, in tali circostanze, le elezioni devono tenersi entro sessanta giorni dall'insorgere del posto vacante nella carica di Presidente.
Il presidente in carica Uhuru Kenyatta non è idoneo a perseguire un terzo mandato a causa del limite di due mandati previsto dalla Costituzione.

## Sistema elettorale

### Elezioni presidenziali
Il Presidente del Kenya viene eletto utilizzando una versione modificata del sistema a ballottaggio: per vincere al primo turno, un candidato deve ricevere almeno il 50% dei voti a livello nazionale ed il 25% dei voti in almeno 24 delle 47 contee del Kenya.

### Elezioni parlamentari
Il Parlamento del Kenya viene eletto usando un sistema elettorale basato sul First-past-the-post (in italiano: Uninominale secco).
Secondo quanto stabilito dalla Costituzione del Kenya i due rami del parlamento sono composti come segue:
- All’Assemblea Nazionale, la cui composizione totale è di 350 membri, 290 sono eletti con il sopracitato sistema elettorale, tuttavia 13 seggi (di cui 12 colmati dai partiti in virtù del loro peso nell’Assemblea e uno spettante de iure ed ex-officio al Presidente dell’Assemblea) sono nominati, mentre dei 290 elettivi, 47 sono sì eletti secondo lo stesso sistema dei regolari 243, ma sono riservati alla affinché sia assicurata anche una rappresentanza femminile in assemblea.

- Al Senato, la cui composizione totale è di 68 membri, 47 sono eletti con il sopracitato sistema elettorale, mentre 21 sono nominati. Di questi, 16 sono riservati alla affinché sia assicurata anche una rappresentanza femminile in assemblea e sono nominati dai partiti in virtù del loro peso in assemblea, 2 (un uomo ed una donna) affinché siano rappresentati i giovani e 2 (un uomo ed una donna) affinché siano rappresentati anche i disabili. Infine, un seggio è de iure ed ex-officio spettante al Presidente dell’Assemblea.

## Risultati

### Presidenziali
| William Ruto      | Kenya Kwanza (Alleanza Democratica Unita)         | 7 176 141  | 50,49 |  |  |  |  |  |
| Raila Odinga      | Azimio La Umoja (Movimento Democratico Arancione) | 6 942 930  | 48,85 |  |  |  |  |  |
| George Wajackoyah | Partito delle Radici del Kenya                    | 61 969     | 0,44  |  |  |  |  |  |
| David Waihiga     | Partito Agano                                     | 14 107     | 0,10  |  |  |  |  |  |
| Totale            | Totale                                            | 14 213 027 | 100   |  |  |  |  |  |
|                   |                                                   |            |       |  |  |  |  |  |
| Voti non validi   | Voti non validi                                   | 113 614    | 0,79  |  |  |  |  |  |
| Votanti           | Votanti                                           | 14 326 641 | 64,77 |  |  |  |  |  |
| Elettori          | Elettori                                          | 22 120 458 |       |  |  |  |  |  |

| William Ruto      |  | 50,49% |
| Raila Odinga      |  | 48,85% |
| George Wajackoyah |  | 0,44%  |
| David Waihiga     |  | 0,23%  |

### Parlamentari

#### Assemblea Nazionale
| Gruppo          | Composizione | Membri eletti | Membri nominati | Totale |
| --------------- | --- | ------------- | --------------- | ------ |
| Azimio La Umoja | ODM (85) - JPK (29) - WDM (25) - UDM (6) - DAP-K (5) - KANU (5) - PAA (4) - MCCP (2) - UPIA (2) - MDG (1) - UPA (1) - KUP (1) Senza seggi: NARC - MP - DEP - UDP - KRP - CCU - PPD - NLP - PTP - UPF | 169           | 5               | 174    |

Distribuzione dei seggi nell’emiciclo parlamentare dell’Assemblea Nazionale (per coalizione)

Distribuzione dei seggi nell’emiciclo parlamentare dell’Assemblea Nazionale (per partito)

| Kenya Kwanza    | UDA (138) - ANC (7) - FORD-K (6) - TSP (2) - CCK (1) - DPK (1) Senza seggi: EFP - UMP - TWP - KCP - DPK - FPK                                                                                        | 155           | 7               | 162    |
| Altri partiti   | GDDP (1) - NAP (1) - NOPEU (1) | 3             | -               | 3      |
| Indipendenti    | - | 12            | -               | 12     |
| Totale          | Totale | 337           | 12              | 349    |

#### Senato

Distribuzione dei seggi nell’emiciclo parlamentare del Senato (per coalizione)

| Gruppo                       | Composizione | Membri eletti | Membri nominati | Totale |
| ---------------------------- | --- | ------------- | --------------- | ------ |
| Kenya Kwanza                 | UDA - ANC - FORD-K - EFP - TSP - UMP - TWP - CCK - KCP - DPK - FPK - DPK                                                               | 24            | 10              | 34     |
| Azimio La Umoja              | JPK - ODM - WDM - KANU - NARC - MP - MCCP - DAP-K - DEP - UPIA - UDM - UPA - PAA - KUP - UDP - MDG - KRP - CCU - PPD - NLP - PTP - UPF | 23            | 10              | 33     |
| Altri partiti e Indipendenti | - | -             | -               | -      |
| Totale                       | Totale | 47            | 20              | 67     |